# Sogliano al Rubicone
Sogliano al Rubicone é uma comuna italiana da região da Emília-Romanha, província de Forlì-Cesena, com cerca de 2.872 habitantes. Estende-se por uma área de 93 km², tendo uma densidade populacional de 31 hab/km². Faz fronteira com Borghi, Mercato Saraceno, Novafeltria (PU), Roncofreddo, Sant'Agata Feltria (PU), Sarsina, Talamello (PU), Torriana (RN).

## Demografia
| Variação demográfica do município entre 1861 e 2011                               |
|                                                                                   |
| Fonte: Istituto Nazionale di Statistica (ISTAT) - Elaboração gráfica da Wikipedia |